# トッド・フィリップス (ミュージシャン)
トッド・フィリップス（Todd Phillips、1953年4月21日 - ）は、アメリカのダブルベース奏者。1970年代半ばから、アコースティック・インストゥルメンタルやブルーグラスのレコーディングにおいて、革新的なものにも、伝統的なものにも参加している。二度のグラミー賞に輝き、デビッド・グリスマン・クインテットの創設メンバーでもある。フィリップスは、アコースティックのミュージシャンたちと、恒常的に演奏やレコーディングを行っている。

## キャリア
トニー・ライス、ダロル・アンガー、フィリップスの三人はデビッド・グリスマン・クインテットの設立メンバーである。5年の間、フィリップスはバンドでリズムマンドリンとベースの演奏を行っていた。また、さらに5年、トニー・ライス・ユニットでトニー・ライスとともに活動。ライスとフィリップスは、J.D.クロウ、ドイル・ローソン、ボビー・ヒックス、ジェリー・ダグラスともに、ブルーグラス・アルバム・バンドでトラディショナルなブルーグラスのレコーディングを行う。15年間で、6間にのアルバムをレコーディングした。その後、フィリップスは、バッサー・クレメンツ、リッキー・スキャッグス、サム・ブッシュ、ステファン・グラッペリ、タジ・マハール、ジョン・ハートフォード、ジェリー・ダグラス、アリソン・ブラウン、マイク・マーシャル、スチュアート・ダンカン、ティム・オブライアン、ブライアン・サットン、クリス・シーリ、デル・マクーリー、ナタリー・マクマスター、ダレル・スコット、ラリー・キャンベルらと演奏をしてきた。
1983年、フィリップはニュー・サウスとのライブレコーディング"Bluegrass - The Greatest Show on Earth"で初のグラミー賞を受賞。同年、初のソロアルバム"Released"のレコーディングを行う。このアルバムにはトニー・ライスとダロル・アンガーが参加。1980年代には、Frets Magazineの読者によって、ベスト・ジャズ、ベスト・ブルーグラスのベーシストとして、five Readers Poll Awardsを受賞。
フィリップスは、プロデューサー、エンジニア、アーティストとして、多くのレコーディングを行ってきた。1993年には、Kathy Kallickの"Matters of the Heart"をプロデュース。1995年には、トラディショナルなオールドタイム、ブルーグラスのインストゥルメンタルアルバム"In the Pines" (Gourd Music)と、オリジナルのジャズに影響を受けたアルバム"Timeframe" (Compass Records)をリリース。1997年には"True Life Blues - The Songs of Bill Monroe"のプロデューサーとして二度目のグラミー賞を受賞。このアルバムはグラミー賞で3部門でノミネートされたほか、ブルーグラス・アルバム・オブ・ザ・イヤーにを獲得。また、IBMAでも二つの賞を受賞。
1990年代には、サイコグラス（アンガー、マーシャル、グリア―、トリシカ、フィリップス）、The Laurie Lewis Band, NewGrange (O'Brien, Anger, Marshall, Brown, Aaberg, Phillips), The Tim O'Brien Band w/Darrel Scott, and Phillips, Grier & Flinnerなどとともにツアーとレコーディングを行う。
フィリップスは、デビッド・グリアーのアルバム"Panorama"や、マット・フリナーの二つのプロジェクト"The View From Here" と"Latitude"に参加。この活動によって、フィリップとグリア―とフリナーによって、1999年にはトリオでのアルバム"Phillips, Grier & Flinner"を、2002年には"Looking Back"をリリース。この2枚のアルバムは、世界でもユニークな、ブルーグラスとジャズをベースとした、トリオのインストゥルメンタルとなっている。
別の活動として、フィリップスはいくつかの音楽キャンプで指導を行っている。2001年には、インストラクションDVDシリーズ"Essential Techniques for Acoustic Bass, I&II"をリリース。
最近では、ノーム・ピケルニー、ベアフット・ブルーグラス、サイコグラスといったアーティストたちのアルバムでプロデューサー、エンジニアとして活動している。ラウリー・レウィスのアルバム"The Golden West"のミックスも行った。フィリップの最も精力的な活動は、Rounder Recordsでのトリビュート・レコーディング・プロジェクトである。これは、Hazel Dickensの曲を、ジョーン・オズボーン、リンダ・ロンシュタット、エミルー・ハリスといった重鎮たちでレコーディングするというものである。2006年11月、フィリップスは、デビッド・レターマン、エルヴィス・コステロ、ロサニー・キャッシュらとともにレイト・ショーに出演した。彼らとフィリップスはトリビュートプロジェクトのためにレコーディングのためにニューヨークに来ていた。
フィリップスは現在、フィリップス＆グリア―＆フリナー、サイコグラス、ローリー・レウィスとともにツアーを行っている。またジョン・ドイル、ディーク・ポーウェルとともに、ジョーン・バエズと演奏をするバンドの活動も行っている。